# Medzilaborce
Medzilaborce (russinisch Меджилабірці/Medschylabirzi; ungarisch Mezőlaborc) ist eine Stadt im äußersten Nordosten der Slowakei mit 5723 Einwohnern (Stand 31. Dezember 2024). Sie ist Sitz des Okres Medzilaborce innerhalb der Verwaltungseinheit Prešovský kraj.
Die Region von Medzilaborce zählte schon immer zu den ärmsten in diesem Gebiet. Seit langer Zeit leben hier die Russinen – eine Volksgruppe, deren Sprache nahe mit dem Ukrainischen verwandt ist, aber auch Ähnlichkeiten mit dem Slowakischen und Polnischen aufweist.

## Geografie
Medzilaborce liegt im Gebiet der Niederen Beskiden, noch genauer im Bergland Laborecká vrchovina, etwa 10 Kilometer südlich der Grenze zu Polen (Grenzübergang Radoszyce–Palota). Die Benennung Medzilaborce (wörtlich: Zwischen-Laborec-Dorf) bezieht sich auf den Fluss Laborec, der etwa 10 km von der Stadt entfernt seine Quelle hat und im Stadtgebiet die linksufrige Vydraňka aufnimmt. Das Gemeindegebiet ist geteilt auf Flurebenen entlang des Laborec und der Vydraňka einerseits und vom Flysch bedeckte Hänge mit den „Hausbergen“ Kyčera und Magura östlich und Kamjana westlich des Laborectals andererseits. Das Stadtzentrum liegt auf einer Höhe von 326 m n.m. und ist 42 Kilometer von Humenné, 83 Kilometer von Prešov, 118 Kilometer von Košice und etwa 500 Kilometer von der Hauptstadt Bratislava entfernt (jeweils Straßenentfernungen).
Die Stadt besteht aus den Ortsteilen Borov (1971 eingemeindet), Medzilaborce und Vydraň (1964 eingemeindet).
Nachbargemeinden sind Habura und Kalinov im Norden, Komańcza (in Polen) im Nordosten, Palota im Osten, Ňagov im Südosten, Krásny Brod im Süden, Rokytovce im Westen und Miková im Nordwesten.

## Geschichte
Medzilaborce wurde zum ersten Mal 1347 als Mezobrod schriftlich erwähnt und war eine von 92 Siedlungen des Drugeth'schen Herrschaftsgebiets mit Sitz in Humenné. Dies dauerte bis zum 17. Jahrhundert, als 1684 das Geschlecht Csáky die Ortsgüter übernahm. 1557 hatte die Ortschaft 10 Porta. 1612 wurden in Medzilaborce eine Säge und zwei Mühlen gegründet, 1631 eine erste Gaststätte und Lebensmittelmärkte. Die Einwohner waren fast ausschließlich als Förster und Landwirte beschäftigt und der Lebensstandard war auch für damalige Verhältnisse niedrig. 1828 zählte man 98 Häuser und 715 Einwohner, die letzten Großgrundbesitzer stammten aus dem Geschlecht Andrássy.

1873 erhielt Medzilaborce Anschluss an die Ungarisch-Galizische Eisenbahn, zuerst nach Humenné, 1874 dann über den Lupkówer Tunnel nach Przemyśl im damaligen Galizien. Im Ersten Weltkrieg erlitt Medzilaborce große Schäden, als Brussilows Truppen Ende November 1914 der Durchbruch über den Karpatenhauptkamm gelang und im Dorf einen Kommandostab einrichtete. Im Mai 1915 mussten sich die russischen Truppen wieder zurückziehen. Unweit des Ortes ereignete sich am 26. September 1915 ein schwerer Eisenbahnunfall: Ein Güterzug mit 30 betankten Kesselwagen mit Petroleum geriet in einem Gefälle außer Kontrolle und fuhr auf einen Lazarettzug auf. 36 Menschen starben. 
Bis 1918 gehörte der im Komitat Semplin gelegene Ort zum Königreich Ungarn und kam danach zur Tschechoslowakei beziehungsweise heute Slowakei. Auch in der ersten tschechoslowakischen Republik herrschte große Armut in der Gegend und es kam zu mehreren Auswanderungswellen. 1922 nahm eine Dampfsäge ihren Betrieb auf, dennoch es gab praktisch keine Industrie in der Gegend.
Nach dem Zweiten Weltkrieg erhielt Medzilaborce den Status einer Stadt.

## Wirtschaft und Infrastruktur
Glas- und Maschinenindustrie weisen die längste Tradition in der Stadt Medzilaborce auf.
In der Glasindustrie war es seit 1970 die Filiale der Jablonecke Sklarne mit 600 Beschäftigten. Nach der Privatisierung wurde das Unternehmen aufgelöst. Glass LPS führt die 45 Jahre alte Tradition der Glasindustrie in Medzilaborce fort und produziert weiterhin die Kristallkronleuchter und schleift Kristallanhänger.
In der Maschinenindustrie der Stadt begann Transporta. Später hat Vihorlat 1200 Arbeitnehmer beschäftigt. Die Privatisierung und die Krise in der Maschinenindustrie haben die Fabrik in den Ruin getrieben. Als Nachfolger in der Maschinenindustrie sind Kovostroj und Labstroj tätig.

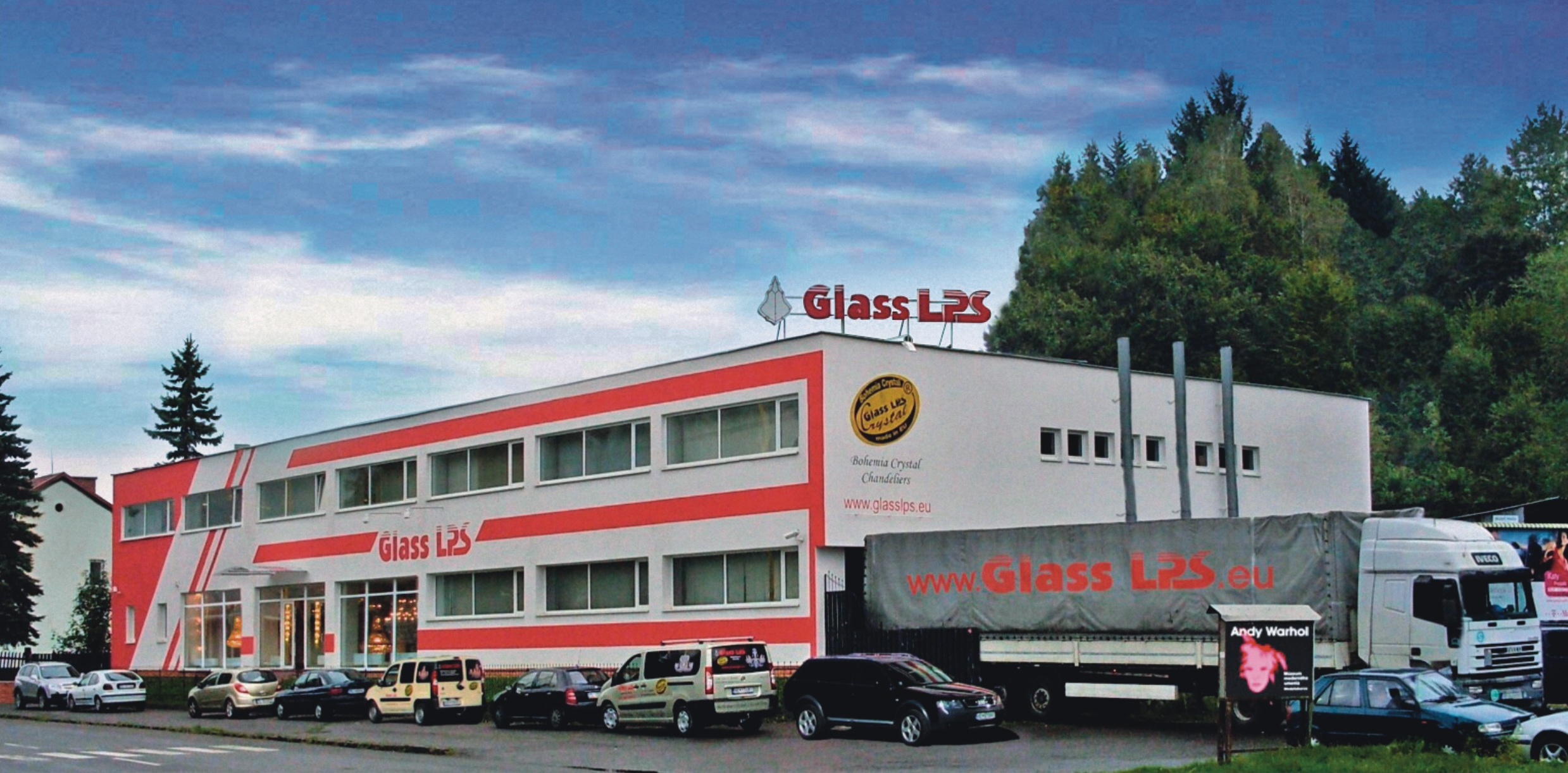
Glass LPS, Hersteller von Kristall-Kronleuchtern

Wichtige Arbeitgeber:
- Glass LPS Ltd.
- Kovostroj Inc.
- Labstroj Ltd.

## Verkehr
Die Stadt liegt an der slowakischen Hauptbahnstrecke Michaľany–Łupków und ist damit an die Kreisstadt Humenné und Polen angebunden.
Durch Medzilaborce führt außerdem die Regionalstraße II/559 von Humenné nach Čertižné.

## Bevölkerung
| Jahr:                | 1994. | 2004.   | 2014.   | 2024.    |
| -------------------- | ----- | ------- | ------- | -------- |
| Anzahl der Personen: | 6646  | 6665    | 6703    | 5723     |
| Unterschied:         |       | +0,28 % | +0,57 % | -14,62 % |

| Jahr:                | 2023. | 2024.   |
| -------------------- | ----- | ------- |
| Anzahl der Personen: | 5747  | 5723    |
| Unterschied:         |       | -0,41 % |

Eine knappe Mehrheit der Bevölkerung spricht Russinisch als Muttersprache, jedoch gibt ein nennenswerter Teil der Sprecher als Nationalität „Slowake“ an.
Bei der Volkszählung 2011 ergab sich folgende Bevölkerungszusammensetzung:
| Nationalität | Zahl  | Anteil  |
| ------------ | ----- | ------- |
| Slowaken     | 2.560 | 37,60 % |
| Russinen     | 2.419 | 35,53 % |
| Roma         | 646   | 9,49 %  |
| Ukrainer     | 210   | 3,08 %  |
| andere/k. A. | 974   | 14,30 % |
| gesamt       | 6.809 | 100 %   |

Bei der Frage nach der Muttersprache ergab sich ein abweichendes Bild:
| Muttersprache | Zahl  | Anteil  |
| ------------- | ----- | ------- |
| Russinisch    | 3.485 | 51,18 % |
| Slowakisch    | 1.462 | 21,47 % |
| Romanes       | 756   | 11,10 % |
| Ukrainisch    | 121   | 1,78 %  |
| andere/k. A.  | 265   | 3,89 %  |
| gesamt        | 6.809 | 100 %   |

## Kultur
- Die Russinen pflegen verschiedene Traditionen, Sitten und Bräuche, Volkslieder, Volkstänze usw.
- Besonders attraktiv ist in der Region das Gebiet der Niederen Beskiden mit vielen Möglichkeiten zum Wandern und Ausruhen.

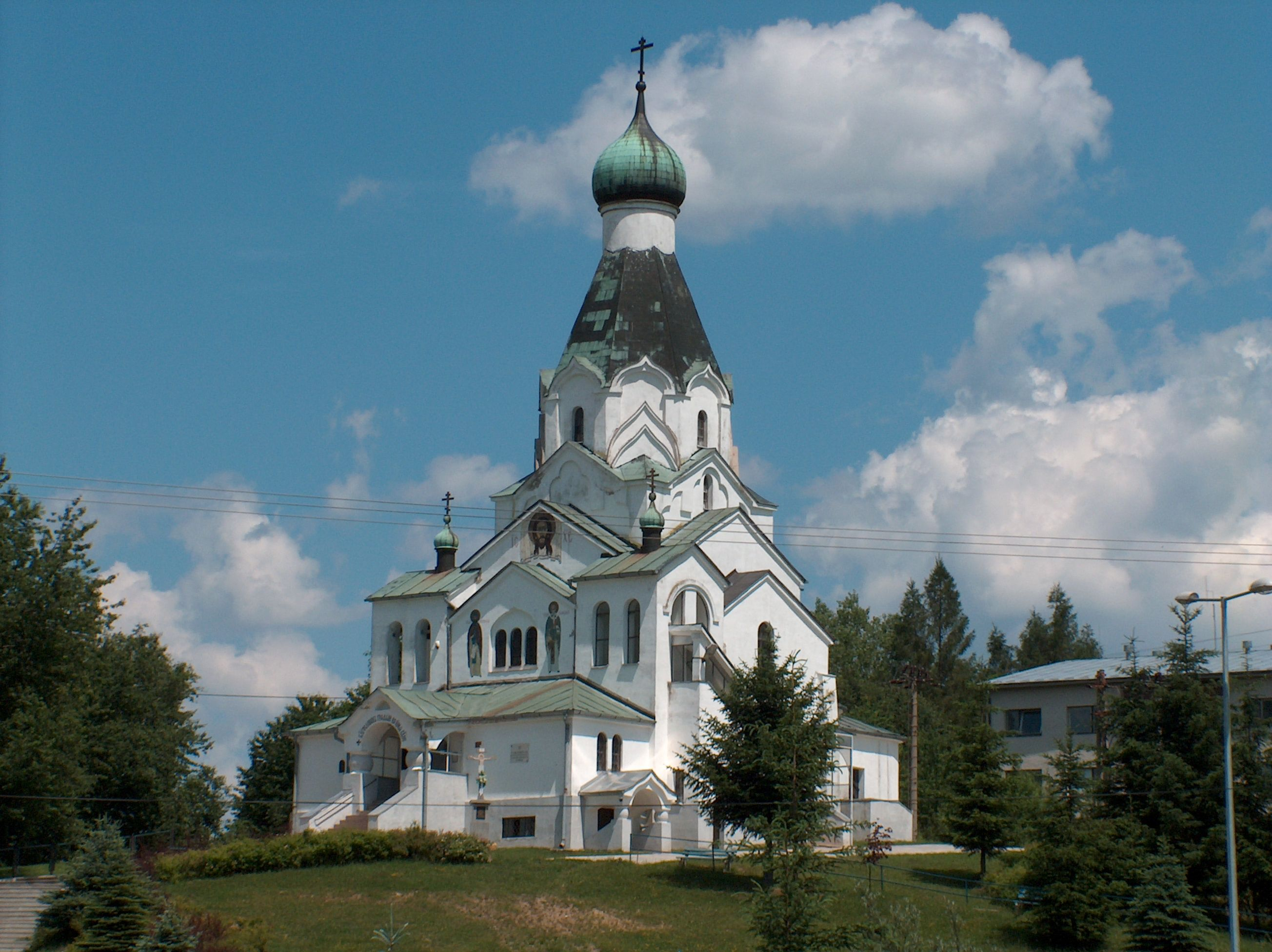
Orthodoxe Kirche
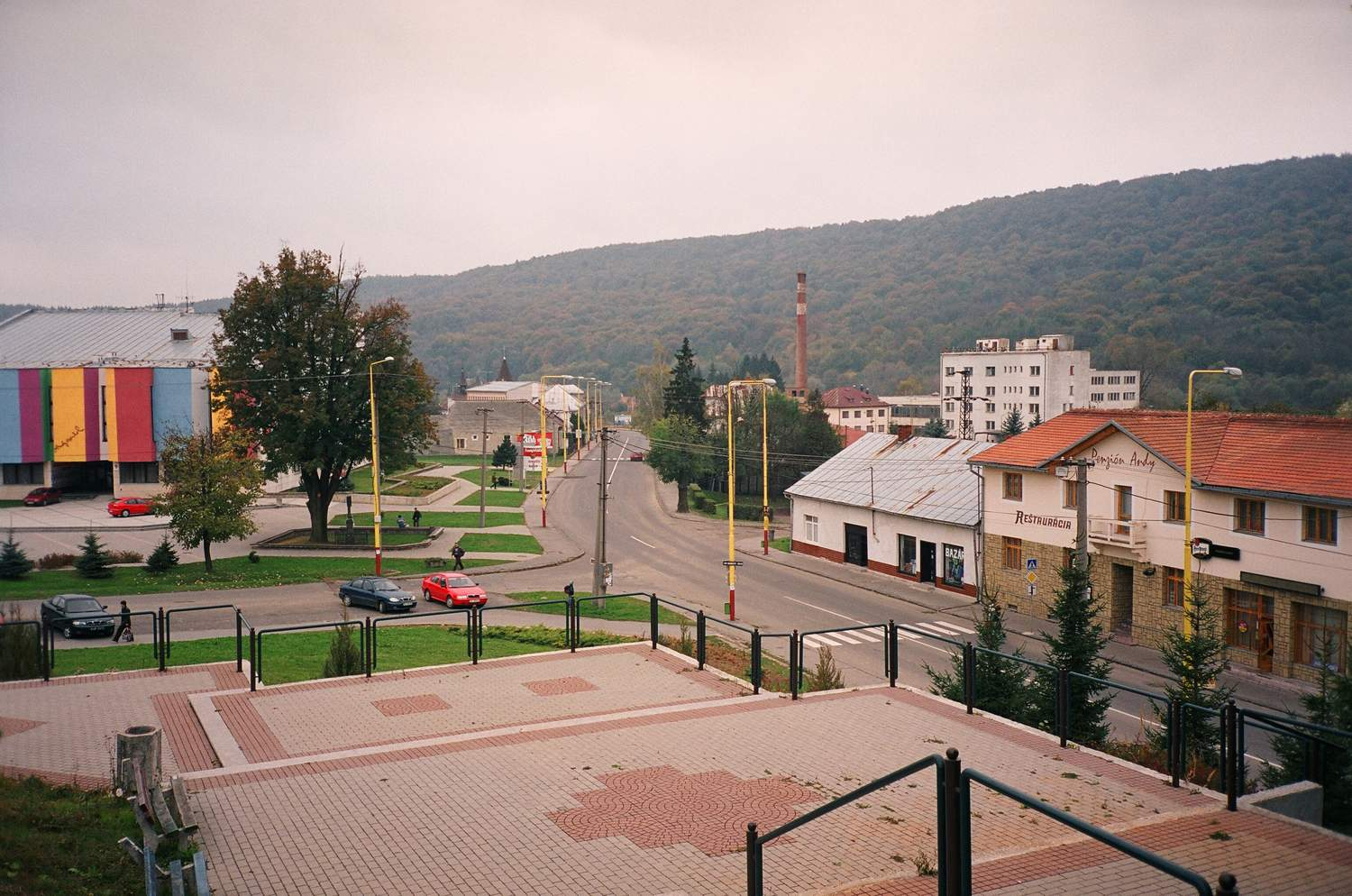
Blick auf die Hauptstraße
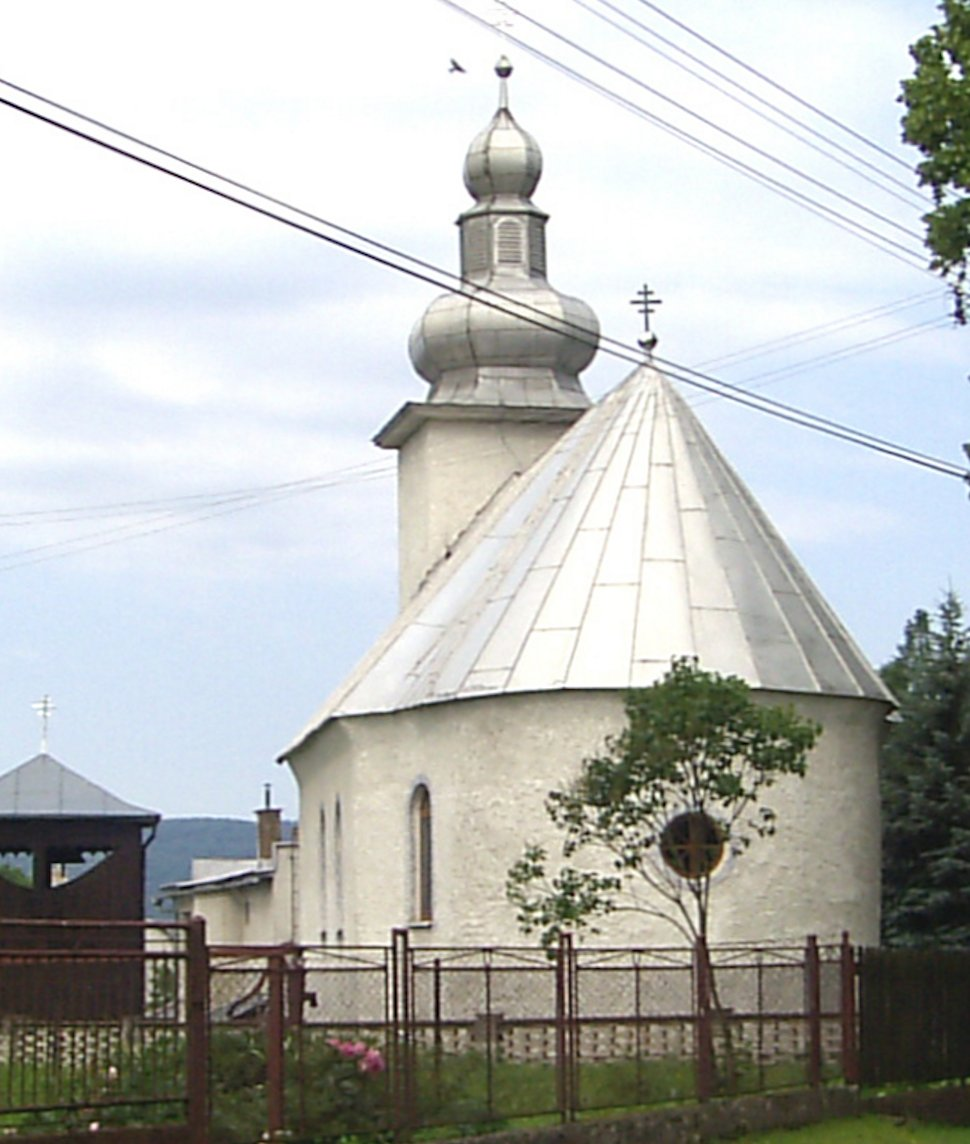
Kirche im Ortsteil Vydraň
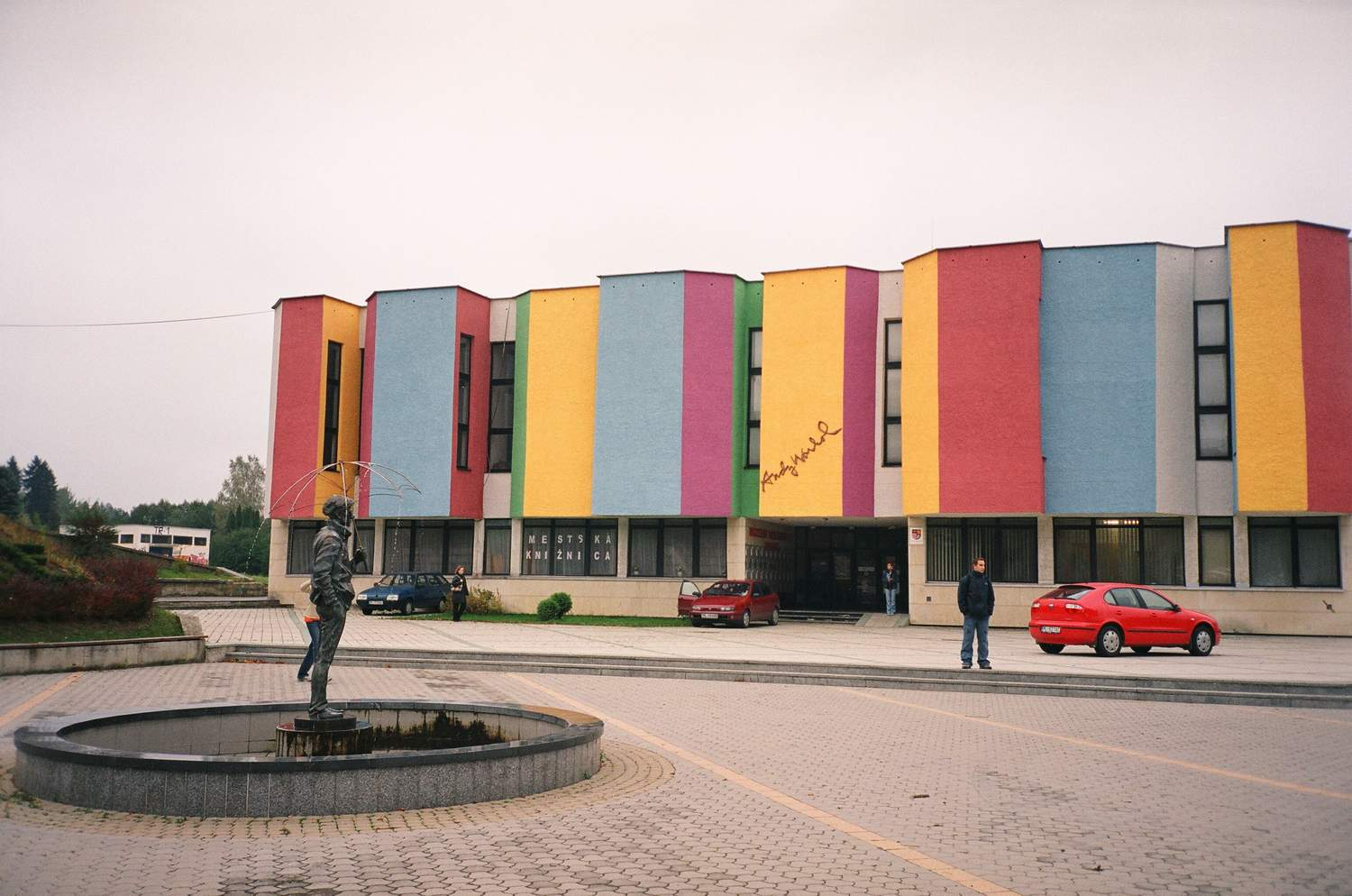
Museum der modernen Kunst

Von besonderer Bedeutung ist das Museum moderner Kunst der Familie Warhol, das Andy Warhol und seiner Kunst gewidmet ist. Die Warhols stammen aus der Gemeinde Miková (7 km nordwestlich von Medzilaborce). Im Museum befinden sich wichtige Dokumente zu Andy Warhol und seiner Familie. Das Museum ist das einzige dieser Art in Europa und wurde als erstes in der Welt im Jahre 1991 gegründet. Das zweite befindet sich in Pittsburgh. Der Dokumentarfilm „Absolut Warhola“ des polnischen Regisseurs Stanisław Mucha widmet sich diesem Museum und der Gegend um Medzilaborce.
- Jedes Jahr findet Ende Juni in Medzilaborce ein zweitägiges Kultur- und Sportfestival statt.

## Städtepartnerschaften
- Kozienice, Polen
- Náměšť nad Oslavou, Tschechien

## Sonstiges
In Medzilaborce befindet sich ein Soldatenfriedhof, auf dem rund 350 im Ersten Weltkrieg gefallene Soldaten beerdigt wurden. Im Jahr 2010 wurde der Friedhof mit Hilfe von Soldaten der deutschen Bundeswehr und der slowakischen Streitkräfte ebenso wie jener im benachbarten Čabiny renoviert.